# Domnus II d'Antioche
Domnus II fut patriarche d'Antioche de 442 à 449.

## Biographie
Neveu de son prédécesseur Jean Ier, disciple de l'ascète palestinien Euthyme le Grand, il fut ordonné diacre par l'évêque Juvénal de Jérusalem quand celui-ci visita le monastère d'Euthyme en 429. Ayant succédé à son oncle, il prit pour l'un de ses principaux conseillers Théodoret de Cyr. Il se prononça à plusieurs reprises en faveur des tenants de l'École théologique d'Antioche (accusés de nestorianisme) contre les partisans de Cyrille d'Alexandrie et de son successeur Dioscore. En 447, il consacra Irénée comme évêque de Tyr, mais cet acte fut annulé par un édit de l'empereur Théodose II (448). L'évêque Ibas d'Édesse étant accusé de prêcher le nestorianisme, il tint un synode à Antioche qui disculpa Ibas et déposa ses accusateurs (448).
Le 8 août 449, Domnus fut illégitimement condamné et déposé par le "concile" présidé par Dioscore et appelé par la tradition romaine « Brigandage d'Éphèse ». Théodoret de Cyr et Ibas d'Édesse furent également excommuniés. Domnus, intimidé par Dioscore et ses partisans, se prêta à une conciliation, mais il ne put les fléchir. Il fut remplacé, contre les règles canoniques, par un clerc de Constantinople, Maxime. Au Concile de Chalcédoine (octobre 451), il fut le seul évêque déposé par l'assemblée d'août 449 à ne pas être rétabli sur son siège ; ce fut sans doute avec son accord, et son successeur, qui s'était concilié le nouveau parti dominant, non seulement fut maintenu, mais demanda et obtint de verser une pension à Domnus sur les revenus de son Église.
Domnus retourna en Palestine, sans doute dans la laure de saint Euthyme. Selon la Chronographie de Théophane le Confesseur, il s'enfuit en 452 en compagnie de Juvénal de Jérusalem lorsque celui-ci fut chassé de son siège par des opposants au Concile de Chalcédoine, soutenus par l'impératrice Eudocie.